# 长颌拟飞鱼
长颌拟飞鱼（学名：Parexocoetus mento），又名黑短鰭擬飛魚，为飞鱼科拟飞鱼属的鱼类。在中国，分布于南海、东海、台湾西部海域等海域。该物种的模式产地在印度。